# Cryptographe
Un cryptographe est un spécialiste en cryptographie, il conçoit les systèmes destinés à chiffrer, authentifier et assurer l'intégrité de données.
Le terme est souvent utilisé comme synonyme de cryptologue mais au sens strict, le travail du cryptographe est plus restreint que celui du cryptologue car il n'inclut pas la cryptanalyse ou l'art de déjouer les protections.